# De La Salle VC
De La Salle VC är en volleybollklubb från Amman i Jordanien. Dess damlag har blivit jordanska mästare flera gånger. De har även deltagit i arabiska klubbmästerskapen och där som bäst blivit trea.